# 寺沢功一
寺沢 功一（てらさわ こういち、1963年7月5日 - ）は、日本のベーシスト。1984年にバンド、BLIZARDのメンバーとしてプロデビュー。尚美ミュージックカレッジ専門学校講師、「ROCK STAR MUSIC SCHOOL」（旧ミュージックスクール音撃塾）の代表も務めている。東京都練馬区出身。神奈川県在住。血液型はB型。長男はTORNADO GRENADE・DECAYSのベーシスト寺沢リョータ。

## 人物
ベースは練馬区立田柄中学校在学時の14歳から始めた。城西大学附属城西高校に進学後、BLIZARDのギタリスト・村上孝之と出会い、バンド「エンジェルキッス」を結成。原宿でライブを行っていた際、音楽事務所ビーイングのスタッフにスカウトされる。元東京X-RAYの松川敏也がリーダーを務める「BLIZARD」にメンバーとして加入、1984年にワーナー・パイオニア・アトランティックレーベルよりプロデビュー。

## 略歴
- 1984年 - BLIZARDを結成。
- 1990年 - 山羊智詞&赤羽楽団に参加。
- 1992年 - BLIZARD凍結。その後、前田亘輝のレコーディングに参加。リットーミュージックより教則ビデオ「SPILIT OF HARDROCK BASS」リリース。
- 1993年 - ビーイングから離脱をする。
- 1994年 - LOUDNESSの二井原実・樋口宗孝、EARTHSHAKERの石原慎一郎らとSLYを結成。
- 1998年 - SLYの活動を休止。
- 1999年 - B'zの「ギリギリchop」のレコーディングに参加。
- 2000年 - SHOW-YAの五十嵐美貴や遠藤正明と「BLIND PIG」を結成し、ほぼ全ての作曲を担当。同時に野村義男らと「RIDER CHIPS」を結成する。
- 2004年 LINDBERGの小柳昌法プロデュースの元、聖飢魔IIのギタリストルーク篁、ヴォーカリストの直＠坊らと「SEGA ROCKS」を結成。アルバム2枚をリリース。タイでMONKEY MAJIKらとライブを行う。
- 2008年 - 世良公則と野村義男のアコースティックユニット「音屋吉右衛門」のレコーディングに参加。ここでは名義が「音屋吉右衛門'寿」となっている。
- 2011年 - 音楽スクール「ミュージックスクール音撃塾」を開校。
- 2014年 - 「株式会社 フォーストリングス」を設立。設立に伴い「ミュージックスクール音撃塾」も「ROCK STAR MUSIC SCHOOL」へとスクール名を変更することを発表[2]。
- 2021年 - 「寺沢功一 ベース1本一人旅」を開始。
- 2023年 - 還暦を迎え、「ベース1本一人旅 還暦ソロライブ 〜Birthday Month Tour 2023〜」を全国8都市で開催[1]。
- 2024年 - 7月「ベース1本一人旅デビュー40周年ソロライブツアー〜Birthday Month Tour 2024〜」開催[3]。
- 2025年
  - 1月4日より「ベース1本一人旅 2025年」全国ツアー開始。
  - 1月16日、右半身が思うように動かなくなり呂律も回らなくなる症状を自覚する。後日、脳神経外科を受診、左脳に脳梗塞の発症が認められた。症状は軽度であったため開頭手術などは行わず、投薬による治療を開始。約3週間の休養ののち、2月9日より「ベース1本一人旅 2025年」再開。
  - 6月24日、自身のSNS各種を更新、年頭に脳梗塞を患ったことを公表。併せて、現在は手の動きが90％まで回復し、経過が良好であることを報告した[4][5]。

## 参加レコーディング
- Gackt「Moon」「Metamorphoze」「DIABOLOS」
- 栗林誠一郎「The Grapes of Worth」（原曲:BLIZARD「OVER HEAT」）
- 後藤真希「横浜蜃気楼」
- 浜田麻里「Revolution In Reverse」
- B'z「ギリギリchop」
- 平家みちよ「ダイキライ」
- 前田亘輝「SMASH」「Try Boy, Try Girl」
- 松本孝弘「WANNA GO HOME」
- ルーク篁「篁」「SOAKING WET LIVE」
- 大槻ケンヂと橘高文彦「踊る赤ちゃん人間」
- 世良公則「UNDERCOVER 〜世良公則ソロシングルズ〜」
- 音屋吉右衛門「UNDERCOVER 〜タツノコソングス〜」

## メディア出演

### 映画
- 劇場版 仮面ライダーアギト PROJECT G4（2001年9月22日、東映） - フォルミカ・ペデス 役 ※声の出演（RIDER CHIPSとして）
- 劇場版 仮面ライダー剣 MISSING ACE（2004年9月11日、東映） - スキッドアンデッドに襲われる男 役 ※特別出演（RIDER CHIPSとして）

### CM
- 伊藤園「お〜いお茶」（2004年） - ナレーション